# Cathédrale Notre-Dame-du-Rosaire de Rosario
Cette  cathédrale et basilique n’est pas la seule cathédrale Notre-Dame-du-Rosaire ni la seule basilique Notre-Dame-du-Rosaire.
La basilique-cathédrale Notre-Dame-du-Rosaire (Basílica Catedral de Nuestra Señora del Rosario) est la basilique mineure et cathédrale dédiée à la Vierge du Rosaire de la ville de Rosario, dans la province de Santa Fe en Argentine. C’est le siège épiscopal de l’archidiocèse de Rosario.

## Situation
La cathédrale est située dans la partie la plus ancienne de la ville, au 789 de la rue Buenos Aires, à côté du Palacio de los Leones (Palais des Lions). Elle est malheureusement flanquée à gauche d'un bâtiment particulièrement disgracieux.

## Histoire
La première paroisse de Rosario fut construite sur ce site en 1731. Une statue de la Vierge du Rosaire fut amenée depuis Cadix en Espagne en 1773.
La basilique-cathédrale date de la fin du XIXe siècle. En 1880 le curé de la paroisse de Nuestra Señora del Rosario, Fray Diego Giménez, débuta d'importants travaux d'agrandissement de son église, qui était déjà la plus importante de la ville. Deux ans plus tard Fray Manuel Córdoba, son successeur, continua les travaux. C'est l'architecte Juan B. Arnaldi qui se chargea de ce projet important. Il modifia le portique et les deux tours de la façade, agrandit le vaisseau transversal, le baptistère, le presbytère et construisit la superbe coupole. Et le 7 décembre 1888, à l'époque où Manuel Córdoba en était le curé, on inaugura la nouvelle église.
C'est le 20 avril 1934, qu'une bulle papale de Pie XI établit la promotion de l'Iglesia Matriz de la Beata María Virgen del Santísimo Rosario (Église mère de la Bienheureuse Marie Vierge du Très Saint Rosaire) en cathédrale et siège épiscopal du nouveau diocèse de Rosario.

## Description
La cathédrale est construite sous la forme d'une croix latine avec transept et croisée du transept. Cette dernière est surmontée d'une coupole, montée sur un très haut tambour percé de larges fenêtres ornées de beaux vitraux.
La nef principale présente une décoration abondante sur sa voûte, représentant Nuestra Señora del Santísimo Rosario de Pompeya (d'après la dévotion à la Vierge du sanctuaire Notre-Dame-du-Rosaire de Pompéi), peinte par les frères Monti.
Grâce au don de sept mille pesos, de la part du gouvernement de la province de Santa Fe en 1888, on décida d'acheter les orgues actuelles. Cet instrument fut construit par Giacomo Locatelli en Italie et arriva è Rosario en 1911.
Son superbe autel est également originaire d'Italie et fut fabriqué en marbre de Carrare.
L'archevêque Silvino Martínez est enterré à l'intérieur du sanctuaire.

## Province ecclésiastique de Rosario
L'archevêque de Rosario est à la tête d'une province ecclésiastique qui comprend les diocèses suivants :
- Archidiocèse de Rosario
- Diocèse de San Nicolás de los Arroyos
- Diocèse de Venado Tuerto

## Galerie

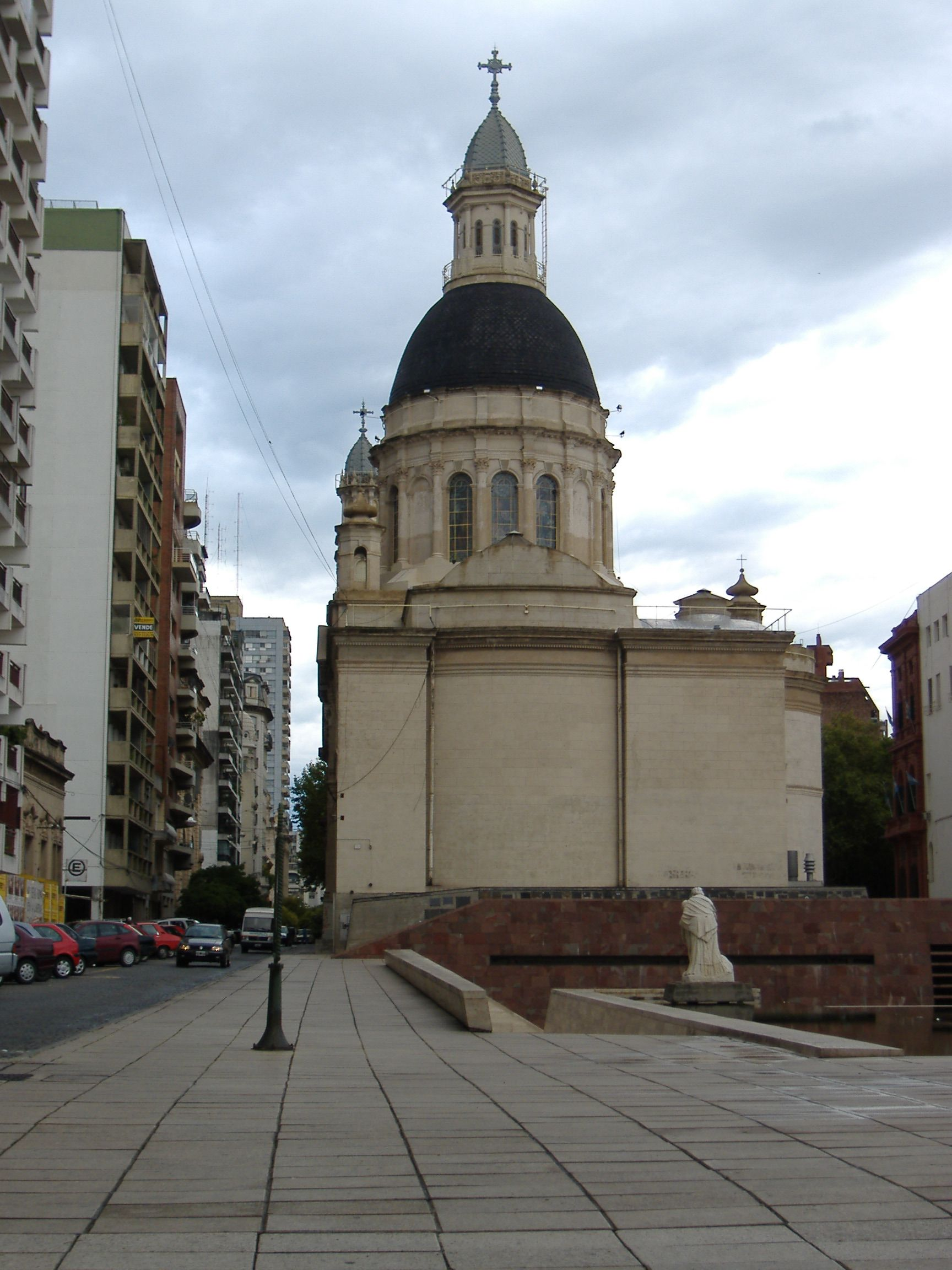
Vue extérieure de la coupole de la cathédrale de Nuestra Señora del Rosario.
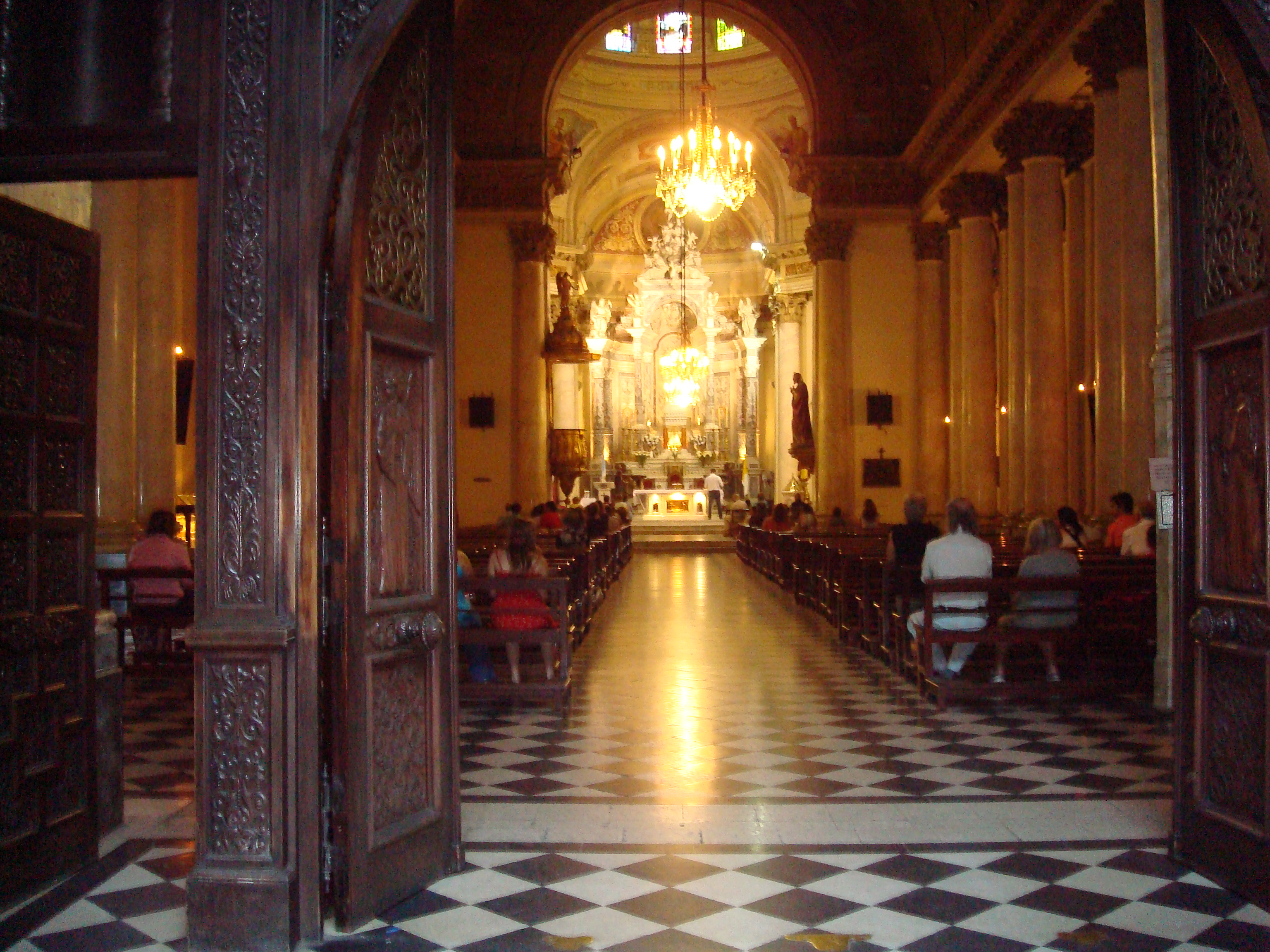
Intérieur de la cathédrale.
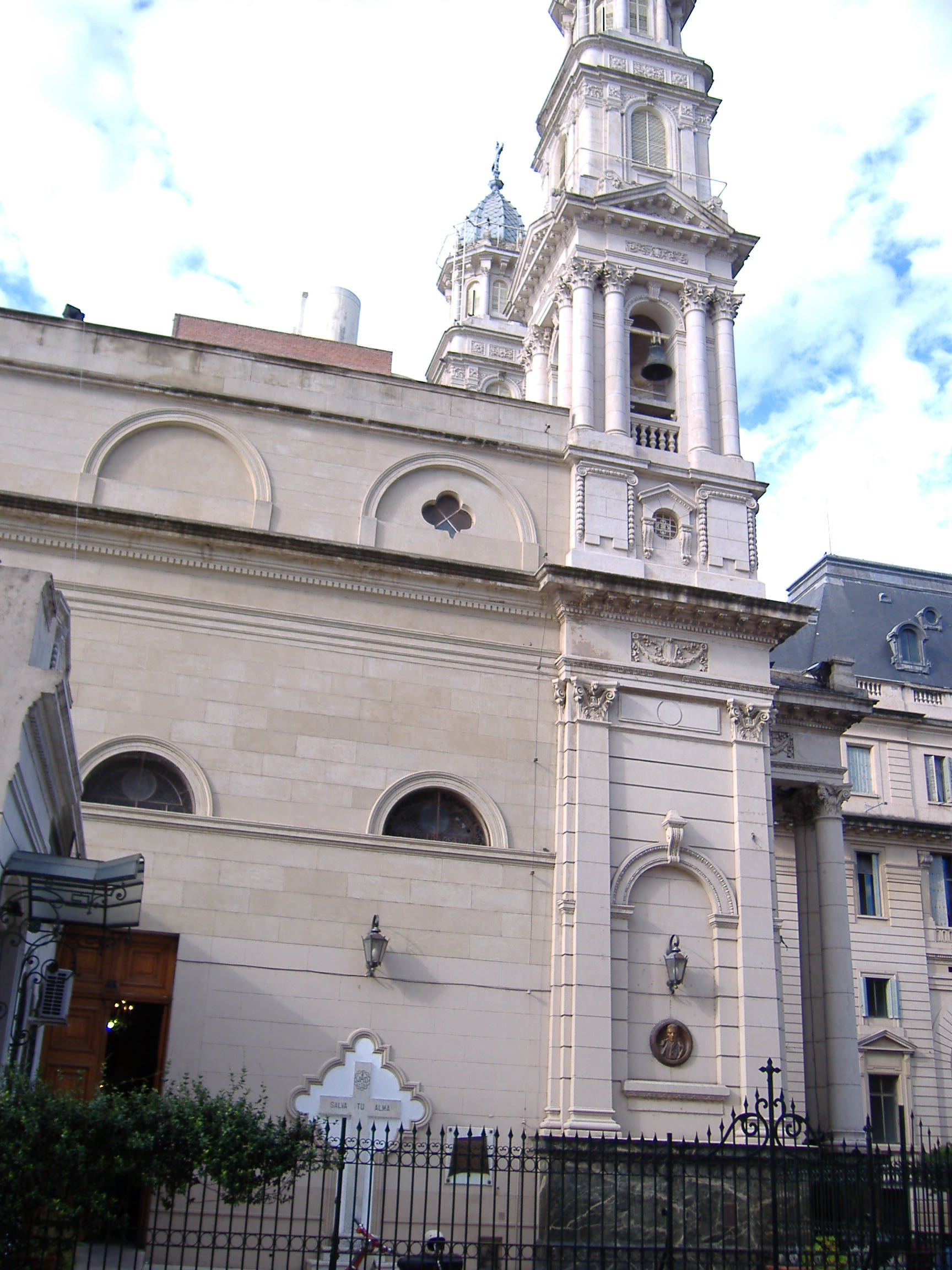
Vue latérale de la cathédrale.
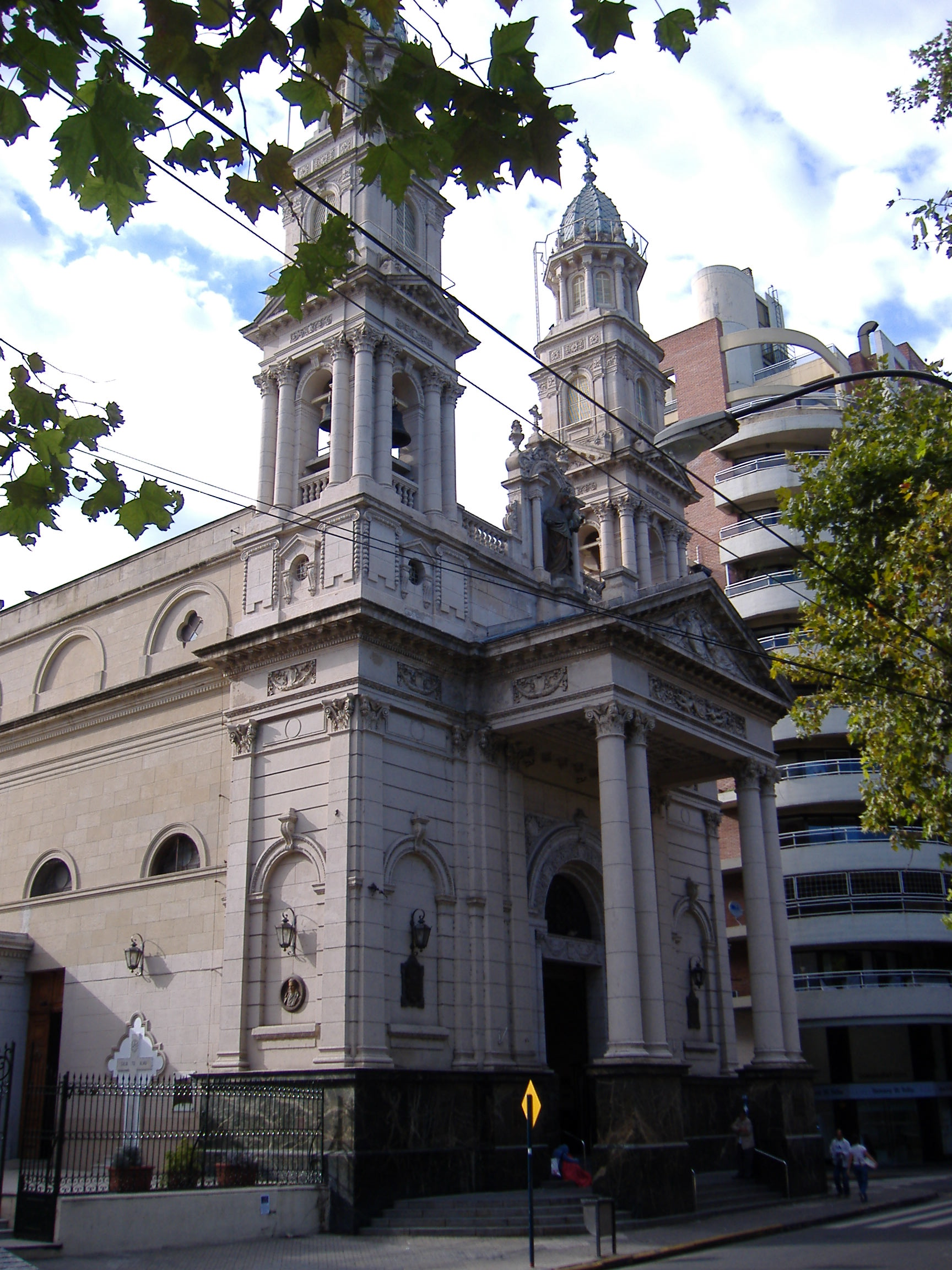
La Cathédrale de Rosario